# てれビタ
『てれビタ』は、くまもと県民テレビで月曜日から金曜日までの 16:50 - 19:00 （JST）に生放送されていた夕方ワイド番組。字幕放送（日本テレビ制作の『news every.・第3部』のNNN枠のみ）・ステレオ放送を実施。
2018年3月29日までは『テレビタミン』という番組名であった。

## 概要
1997年（平成9年）3月31日に放送開始。当初はメインキャスターの本橋馨（くまもと県民テレビアナウンサー）の名前を冠した『本橋馨の情報わいど テレビタミン』（タイトルロゴは当時の番組オープニングのみ本橋の名前を冠した表記で、それ以外は原則として『情報わいど テレビタミン』表記）というタイトルで、16:55から放送されていたが、後に放送時間を10分拡大し、タイトルも『テレビタミン4:45』に変更。『テレビタミン』放送開始以前の半年間、『NNNニュースプラス1』を17:30からネットしていた。後述する2005年の一時期を除いて、累計でおよそ20年に渡り本橋と村上美香（くまもと県民テレビアナウンサー）のペアが司会を務めていた。2017年に番組開始から20年を迎え、熊本における老舗夕方情報番組となっている。
月曜・火曜（・水曜）は、熊本市内のサンロード新市街（ベスト電器熊本本店前）からの生中継が入る。ただし、火曜日にはKKT本社のロビーや玄関からの中継になることもある。
水曜中継は、2007年（平成19年）4月に番組に復帰したうんばば中尾がかつて担当していた「かえるコール」のコーナーが復活したものの、近頃は県内各地への出張モノになっていた。
読売新聞の熊本県版と熊本日日新聞のローカル番組解説欄に放送当日の番組内容が記載されている。
2024年3月28日の放送回をもって、27年間の放送に幕を降ろした。

## 主な出来事
1997年（平成9年）
- 3月31日：「本橋馨の情報わいど テレビタミン」として放送開始。
- 7月5日：その週の放送を1時間にまとめた「テレビタミン土曜版」（土曜日 17:00 - 18:00）がスタート。

1998年（平成10年）
- 4月15日：「1周年記念SP」を放送。

2000年（平成12年）
- 10月2日：放送開始時間が10分繰り上がり、「テレビタミン4:45」に改題。

2001年（平成13年）
- 2月23日：放送1000回。

2002年（平成14年）
- 5月11日・12日：「テレビタ感謝祭」開催。

2004年（平成16年）
- 5月29日・30日：「テレビタ感謝祭2」開催。

2005年（平成17年）
- 1月17日：この日の放送にヤラセが発覚（盗聴の被害者ではない女性を「被害者である」と偽ってインタビューに登場させた）。同年1月31日の放送で謝罪と訂正を行ない、3月に総務省から厳重注意を受けた。
- 1月27日：放送2000回。
- 3月26日：「テレビタミン土曜版」が終了。
- 4月4日：番組リニューアルとともにタイトルを「テレビタミン（通称：テレビタ）」に変更。これまでメインキャスターだった本橋馨はニュース担当に。代わって、うんばば中尾（これ以降しばらく「中尾たかとし。」名義で出演）が村上美香と共にメインキャスターを務める。
- 8月29日：本橋馨がメインキャスターに復帰。

2006年（平成18年）
- 4月7日：放送時間が55分長い金曜版「金曜テレビタ350（通称：キンビタ）」（15:50 - 19:00）が開始。
- 10月7日・8日：「テレビタ感謝祭3」開催。
- 10月23日：前日に亡くなったばってん荒川の追悼特番を17時台全編で編成。
- 11月6日：地上デジタル放送のサービス放送開始を受けて、番組スタジオなどをリニューアルした。
- 12月6日：他コーナーを休止し、いじめ問題を大々的に取り上げた。

2007年（平成19年）
- 3月30日：「金曜テレビタ350」が終了。翌週4月6日より、「テレビタミン」として金曜日のみ引き続き15:50から放送を継続。
- 3月31日：放送開始10周年。
- 7月9日：「たかじんのそこまで言って委員会」（読売テレビ制作）がくまもと県民テレビで20%超えの高視聴率を記録し、やしきたかじんと読売テレビ解説委員辛坊治郎が生出演[注釈 1]。
- 10月5日：金曜日も以前と同様16:45からの開始に変更。金曜日に放送されていた一部コーナーは「発信!テレビタウン」として別番組化した（2008年12月26日で終了）。

2008年（平成20年）
- 5月5日：日本テレビが同年に展開している開局55周年記念特別番組の「ACTION 日本を動かすプロジェクト」の中間総括特番放送のため、放送休止。
- 11月8日・9日：「テレビタ感謝祭4」開催。
- 11月21日：毎月1回金曜日にミヤギテレビ「OH!バンデス」と中継する共同企画「宮城×熊本バンミンShow!」がスタート。
- 12月18日：「TOYOTAプレゼンツFIFAクラブワールドカップ」5位決定戦の中継放送（16:00より放送）のため、放送休止。
- 12月23日：日本テレビが同年に展開している開局55周年記念特別番組の「ACTION 日本を動かすプロジェクト」の総括特番2008ファイナル放送のため、放送休止。

2009年（平成21年）
- 1月9日：放送3000回。「3000回突破スペシャル」と題し、14:55 - 19:00に拡大して放送。「情報ライブ ミヤネ屋」は14:55で途中飛び降り、ステブレレスで接続。
- 10月12日：「ACTION 2009 日本が動いた…報告3時間生SP」放送のため、放送休止。
- 12月23日：「ACTION 日本が動いた!2009全記録」放送のため、放送休止。
- 12月25日：「テレビタミン2009年末スペシャル拡大版」と題し、15:50 - 19:00に拡大して放送。

2010年（平成22年）
- 3月29日：全国のニュースが「NNN Newsリアルタイム」から「news every.」に変わったため、ローカルニュースのタイトルを「テレビタミンNEWS」から「テレビタミンNEWS every.」に変更。
- 4月29日：「action!日本を動かすプロジェクト 2010」放送のため、放送休止。
- 11月5日：「テレビタミン天草海道博スペシャル」と題し、天草市中央新町にある「天草宝島国際交流館ポルト」前から全編生放送。
- 11月20日・21日：「テレビタ感謝祭5」開催。
- 12月23日：「action!日本を動かすプロジェクト 2010年のニッポンを総括するスペシャル」放送のため、放送休止。
- 12月25日：「テレビタミン2010年末スペシャル拡大版」と題し、15:50 - 19:00に拡大して放送。

2011年（平成23年）
- 3月11日・3月14日 - 3月18日：東日本大震災関連ニュースの為、放送休止。
- 3月21日：「action!日本を動かすプロジェクト がんばろうニッポン」放送のため、放送休止。
- 6月3日：震災の為休止となっていた「宮城×熊本バンミンShow!」を再開。

2012年（平成24年）
- 4月8日：1週間の放送の中から、選りすぐりの企画や面白いシーンを1時間にまとめて放送する「テレビタミン増刊号」（日曜日 12:25 - 13:25、同年10月以降は日曜日 16:30 - 17:25）がスタート。
- 10月27日・28日：「テレビタ感謝祭」に代わるくまもと県民テレビの一大イベントとして、「KKT夢まちランド」を開催。
- 12月18日：「TOYOTAプレゼンツFIFAクラブワールドカップ」5位決定戦の中継放送（16:00より放送）のため、放送休止。
- 12月26日：放送4000回。「4000回＆年末スペシャル」と題し、14:55 - 19:00に拡大して放送。「情報ライブ ミヤネ屋」は14:55で途中飛び降り、ステブレレスで接続。

2013年（平成25年）
- 7月12日：九州北部豪雨発生から1年に合わせ、「テレビタミン阿蘇を元気に!スペシャル」と題し、阿蘇市一の宮町「四季彩いちのみや」から全編生放送。
- 10月26日・27日：「KKT夢まちランド」を開催。
- 12月27日：「笑って!泣いて!驚いて!年忘れスペシャル」と題し、15:50 - 18:45に拡大して放送。

2014年（平成26年）
- 3月11日：「3.11news every.特別版」放送のため、放送休止。
- 3月12日：九州新幹線全線開業3周年を記念した広島テレビ「テレビ派」との共同企画を開催。「テレビ派ミン」と題し、放送開始時間が通常より55分早い15:50から放送開始。
- 10月25日・26日：「KKT夢まちランド」を開催。

2015年（平成27年）
- 4月10日：広島テレビ「テレビ派」と山口放送「熱血テレビ」との合同企画を開催。「熱血テレビ派ミン」と題し、放送開始時間が通常より55分早い15:50から放送開始。
- 8月7日：番組史上初のゴールデンタイムに進出。通常の16:45 - 19:00に加え「テレビタミン延長戦」と題し、19:00 - 19:56と放送時間を拡大して放送。
- 8月7日・8日・9日：「KKT夏まちランド」を開催。
- 10月24日・25日：「KKT夢まちランド」を開催。

2016年（平成28年）
- 4月1日：放送開始20年目。「テレビタミン20年目突入！まだまだがんばりますスペシャル！」と題し、放送開始時間が通常より55分早い15:50から放送開始。
- 4月15日 - 5月13日：熊本地震の影響で、本来は非ネットである月曜から金曜までの「news every.」第1部を臨時ネット。そのため、放送開始時間が通常より8分繰り下がりの16:53から放送となった。
- 12月23日： 放送5000回。「テレビタミン5000回&クリスマスSP」と題し、放送時間が通常より55分早い15:50から放送開始。

2017年（平成29年）
- 1月4日：「news every.」第1部（番組表上は「news every. 熊本[1]」・15:50 - 16:53）ネット開始により、当番組は8分繰り下がりの16:53からの放送となった。
- 4月3日：「news every.」第1部（番組表上は「news every. 熊本」）の放送時間の変更により当番組は3分繰り上がりの16:50からの放送となった。
- 7月24日：本社屋移転に伴い、番組のスタジオセットやロゴデザインが変更。また、ローカルニュースのタイトルを「テレビタミンNEWS every.」から「テレビタミンnews every.」に変更。
- 8月10日：NHK熊本放送局「クマロク!」との合同企画を開催。「テレビタミン×クマロク!  ～熊本を元気に～」と題し、18:15 - 19:00の間、2局同時生放送を実施。

2018年（平成30年）
- 3月5日：番組内で、同年4月2日から番組タイトルを『てれビタ』に改題した上で、報道面を強化した新しい番組への大幅リニューアルを発表（ローカルニュースのタイトルを「テレビタミンnews every.」から「てれビタNEWS」に変更）。
- 3月13日：番組内で、番組初回から長らくMCを務めてきた本橋馨・村上美香が3月29日放送回をもって番組を卒業する事と「てれビタ」の新メインキャスターに上野聡行・村上めぐみの2人が就任する事が合わせて発表された。
- 3月29日：『テレビタミン』としての最終回を終えた。
- 3月30日：リニューアルに伴う準備ならびに、17:50からプロ野球開幕戦中継を放送することに伴う特別編成のため休止。

2020年（令和2年）
- 4月27日 - 5月8日：新型コロナウイルス感染拡大による番組内容の大幅な変更により、5月4日 - 6日の間は放送休止。それ以外の日は、18:15 - 19:00と放送時間を短縮して放送。

2021年（令和3年）
- 3月29日：この日より番組名を『てれビタevery.』に改題し、これまで単独番組として放送されていた「news every.」第1部（番組表上は「news every. 熊本」）と当番組を統合し、放送開始時間を15:50に繰り上げ。

2024年（令和6年）
- 2月29日：放送終了を発表[2]。
- 3月25日 - 28日：大感謝祭ラストウィークと題しサンロード新市街（ベスト電器熊本本店前）からの生放送となった。『テレビタミン』時代の企画「めくって！はい&ろー」が復活した[3]。総合司会の2人は25日 - 27日は熊本県の各地からの中継を行った。

- 3月28日：放送終了[2]。『テレビタミン』時代の総合司会の本橋馨と村上美香、『てれビタ』時代の総合司会の村上めぐみなどや、コーナーなどで出演していた英太郎やばってん城次などが出演した。

## 出演者

### 総合司会（メインキャスター）
| 期間      | 期間      | 男性         | 女性                |
| --------- | --------- | ------------ | ------------------- |
| 1997.3.31 | 2005.4.1  | 本橋馨       | 村上美香            |
| 2005.4.4  | 2005.8.31 | うんばば中尾 | 村上美香            |
| 2005.9.1  | 2018.3.29 | 本橋馨       | 村上美香            |
| 2018.4.2  | 2022.4.1  | 上野聡行     | 村上めぐみ          |
| 2022.4.4  | 2024.3.28 | 上野聡行     | 村上めぐみ 永島由菜 |

### ニュース担当
- 時期不明：小川真人（担当当時はくまもと県民テレビキャスター、元くまもと県民テレビアナウンサー）…三宅の不在時のみ担当。
- 時期不明：佐藤史依（くまもと県民テレビ報道デスク、担当当時はくまもと県民テレビアナウンサー）…現在もニュースの影読み・特集ナレーションを不定期担当。
- 2004年1月 - 2019年9月27日：三宅宣行（元くまもと県民テレビアナウンサー、担当当時はくまもと県民テレビアナウンサー）
- 2019年9月30日 - 2021年3月26日：清家康広（くまもと県民テレビアナウンサー、月 - 木曜日）、畑中香保里（くまもと県民テレビアナウンサー、2010年4月6日から2012年3月27日までは火曜の中継担当だった、金曜日）
- - 2024年3月28日：畑中香保里（くまもと県民テレビアナウンサー、2010年4月6日から2012年3月27日までは火曜の中継担当だった）

### フィールドキャスター担当
- - 2024年3月28日：清家康広（くまもと県民テレビアナウンサー）

### 解説
- - 2024年3月28日：東島大（くまもと県民テレビ記者）

### スポーツ担当
- - 2024年3月28日：宮澤奎太（くまもと県民テレビアナウンサー）

### ゲームコーナー（マジック de 翔）担当
- ミステリー翔（マジシャン） 一貫して無表情、無言。男性。トランプマンのような雰囲気。別スタジオでの収録と思われるが、稀にスタジオでの生出演もある。

### 天気担当
- 北島茂…2003年9月から2007年3月までは火曜と金曜のみ、2007年4月2日よりレギュラー。
- 中村絵奈
- 今井怜奈

### おまかせマンマ担当（現在、放送なし）
- 吉本多恵子

### 中継担当
現在は固定曜日での担当は廃止、状況に応じて永島由菜（くまもと県民テレビアナウンサー、2022年1月 - ）が担当

### リポーター
- もっこすファイヤー：月曜「ご利益いただきます」、火曜「もっこすキッチン」担当
- 小松野希海：水曜「のんストップ!!」担当
- ばってん城次：木曜「ジョージの若者図鑑」担当
- 常盤よしこ：水曜「エンタメ!」コーナー担当
- 平山留美子
- えみりィー：水曜「ファミリー・トークルーム」担当
- 英太郎：月曜「英太郎のおげんこー!」担当
- キンキラ一太：月曜「キンキラ一太のこるこる食堂」担当
- 安井まさじ：火曜「全力応援！あすプロ」担当

### ゲストコメンテーター
- 英太郎（タレント）
- むたゆうじ（シンガーソングライター）
- 桜田幸子（漫画家）
- 徳野貞雄（元熊本大学教授）
- 亀井純太郎（劇団転向社代表、演出家、劇作家、大学講師
- ゴトウマサフミ（イラストレーター）
- かなぶんや（パーソナリティー）
- 関島秀樹（シンガーソングライター）
- 髙﨑裕士（津軽三味線奏者）
- 井上晴美（女優・タレント）
- 坂本正（元熊本学園大学教授）
- 渡邉賀子（帯山中央病院院長）
- 宮沢厚（アニマルトレーナー）
- スザンヌ（タレント）
- 橋本博（合志マンガミュージアム館長）
- 藤本博之（バンダム名義。元・競輪選手でスザンヌの継父）
- 松浦哲雄（弁護士）
- トーマス（男性、元・タレント、現・非営利団体ダイバーシティWakuWaku代表）
- ラファエル・ケンジ・タキシス（フランス語講師、熊本市嘱託職員）
- 内藤豊（崇城大学教授）
- 高野由磨子（ブライダルプロデューサー、動物愛護団体代表）
- 濱本伸司（一般社団法人フミダス代表）
- 柳原志保（防災士・内閣府男女共同参画アドバイザー）
- 増村雅尚（崇城大学准教授）

### 過去の出演者
- ばってん荒川
  - 1997年の放送開始当初からレギュラーゲストとして出演。料理コーナーの「今夜のもう一品」の講師の一人として料理の腕を振るうこともあった。2006年10月22日に死去（同年8月26日の放送が最後の番組出演となった）。
- 村上隆二
  - 1997年の放送開始当初から約3年間リポーターとして出演した。現在は鹿児島県に移住し南日本放送報道記者として勤務。
- 高松みわ（ - 2007年9月25日）
  - 毎週火曜日の中継リポーターとして、ばってん城次とともに出演した。
- 浅井みどり（ - 2008年3月28日）
  - 企画の取材や中継のリポーターなどで活躍。村上が不在時には、代役のメインキャスターを務めた。「金曜テレビタ350」では、上野とともにメインキャスターを務めた。
- 西山一星（ - 2014年3月27日）
  - 「西山一星のクチコミ一番星」などのコーナーを担当した。
- MEG（ - 2015年3月23日）
  - 毎週月曜日の中継リポーターや不定期企画「突撃！世界の晩ごはん」のリポーターとして活躍した。

## 放送時間の変遷
（いずれも、JST）
| 期間      | 期間       | 月曜 - 木曜            | 金曜                   |
| --------- | ---------- | ---------------------- | ---------------------- |
| 1997.3.31 | 2000.9.29  | 16:55 - 19:00（125分） | 16:55 - 19:00（125分） |
| 2000.10.2 | 2006.3.31  | 16:45 - 19:00（135分） | 16:45 - 19:00（135分） |
| 2006.4.3  | 2007.9.28  | 16:45 - 19:00（135分） | 15:50 - 19:00（190分） |
| 2007.10.1 | 2016.12.29 | 16:45 - 19:00（135分） | 16:45 - 19:00（135分） |
| 2017.1.4  | 2017.3.31  | 16:53 - 19:00（127分） | 16:53 - 19:00（127分） |
| 2017.4.3  | 2024.3.28  | 16:50 - 19:00（130分） | 16:50 - 19:00（130分） |

## 主なコーナー
- 今日のテーマ
  - 日ごとにテーマが決まっている。視聴者からテーマに沿った内容のメールやファックスを読み上げる。
- 曜日別日替わりコーナー
- マジック de 翔
  - 3枚の皿の中にひよこやボールなどがどこに入っているかを当てる視聴者参加型ゲーム。事前に視聴者が電話で応募、抽選で電話が繋がった視聴者は、10秒程度の、翔の皿の移動状況を画面で凝視、A・B・Cの皿から答えを選択。ゲストコメンテーターにも答えと思われる札を上げさせ、これが正答への参考になる。画面ではゲストコメンテーターの正答率が出る。正解すると、5枚のカードから1枚選択しカードに書かれた賞品を獲得できる。また、カードに「おかわり」の表記があればさらにもう1枚選択できる。不正解だった場合は参加賞を獲得できる。
- ニュース
  - 17:30 - 17:53：「てれビタNEWS」（熊本県内のニュース）
  - 17:53 - 18:15：「news every.」（全国ニュース）
- 「カルスポっ!」（月 - 金：18時台）
- マンデーロアッソ（月曜）
  - Jリーグ加盟のプロサッカークラブ「ロアッソ熊本」の試合結果や情報を伝える。
- スポーツコーナー（金曜、2010年3月までは毎週木曜日に放送）
- 最新映画情報（金曜、2009年3月までは17時台に放送）
- きょうの一枚
  - 視聴者から送られたふと目にした景色や気象現象、季節の写真を18時台の天気予報のコーナーで紹介する。

### 曜日別日替わりコーナー
以下のコーナーは、18時台に放送される。（放送終了時点でのコーナー）
- 月曜日
  - 「ローカルツゥ!」「英太郎のおげんこー！」「おるが多事争論」「キンキラ一太のこるこる食堂」
- 火曜日
  - 「もっこすキッチン」「全力応援！あすプロ」
- 水曜日
  - 「SPOTLIGHT」「水曜DO-GAショー」
- 木曜日
  - 「未来へのカタチ」
- 金曜日
  - 「特集」
  - 不定期：「宮城×熊本バンミンShow!」…ミヤギテレビ「OH!バンデス」と中継。各々の県の同じジャンルに属するご当地もので対決する。16:55から放送される事が多いが、仙台七夕に合わせて2009年8月7日に17:12 - 17:26で放送されたこともある。

### 過去のコーナー
- 月曜日：MEGのテレビタダービー（2006年11月8日 - 2007年9月）
- 月曜日：MEGのランキンQ（ - 2015年3月23日、2014年3月24日までは「まんでぇランキンQ」）
- 月曜日：英太郎のこんなんどうでしょう?（ - 2010年3月22日）
- 火曜日：くまもと頑張れ屋本舗
- 火曜日：紗英子&めぐみのくらべてどっち
- 水曜日：水曜ちゃんぷるぅ（ - 2008年3月）
- 木曜日：買い物クイズ手出し無用（2005年10月7日 - 2010年2月11日）
- 木曜日：クチコミ王（クチコミキング）
- 木曜日：西山一星のクチコミ一番星（ - 2014年3月27日）
- 木曜日：がんばれ！ハチヤくん（2014年4月 - 2015年2月15日）
- 月 - 木曜日：あしたのランチ（ - 2008年10月）
- 月 - 金曜日：ご当地クイズ（番組開始 - ?）
- 月 - 金曜日：今夜のもう一品（番組開始 - ?）
- 月 - 金曜日：かえるコール（番組開始 - ?）
- 月 - 金曜日：街かど心理チェック（番組開始 - ?）
- 月 - 金曜日：テレビタ伝言板（番組開始 - ?）
- 月 - 金曜日：テレビタ体操
- 月 - 金曜日：もらってハイよ
- 月 - 金曜日：マリオネットの元気占い
- 月 - 金曜日：めくって!はい&ろー
  - 挑戦者が指定したカードの裏の数字の上下を当てる視聴者参加型ゲーム。視聴者から応募のあったハガキ及びFAX・メール等での参加申し込みの中から、挑戦者を「ハガキ」「FAX・メール」から各1名ずつ（1回の放送で2名）を選び、村上が挑戦者に電話を直接かける。この場合、挑戦者が車輌運転中の場合や5コール以内で電話を取らなかった場合は失格となり、再抽選となる。挑戦者は10枚のカードから先ず1枚を選択し、基準となる数字を確認する。その後、残りのカードから1枚選択し、裏の数字の上下を宣言し、本橋がカードをめくる。成功すると、選択したカードの数字に対応した賞品獲得の権利を得る（最大3個迄）が、失敗すると賞品は全て没収となりゲーム終了。賞品獲得の権利を得た場合、継続かリタイアが選択可能となる。継続の場合は1回目or2回目の挑戦でめくったカードが基準となり、別のカードを指定し上下を選択する。リタイアの場合はゲーム終了と引替に賞品を獲得できる。
  - テレビたんのカード＋9枚の動物の顔が描かれたカードがありテレビたんのカードは各挑戦開始前にヒントとして一瞬だけ裏返す。
  - 英太郎出演日は、挑戦者の「（ブタのカードを指して）英太郎さんでお願いします。」に、英太郎が「誰がブタやねん。」と返すやりとりが定着していて、この件を知らない挑戦者に対しては、番組側が遠回しにブタのカードを選ぶように誘導する一幕もある。
  - 隣県である大分県の系列局、テレビ大分[注釈 5]が2014年3月31日から開始した夕方ワイド番組『ゆ〜わくワイド』で、このコーナーを範とした「ゆ〜わくチャンス」のコーナーが設けられている。視聴者がカードの数字の大小を当てる点は共通しているが、挑戦できる視聴者の組数、カードの選び方、ヒントの有無、賞品の指定方法等の相違点がある。
- 月 - 金曜日：テレビタ特派員情報（2010年3月までは18時台に放送）
  - 熊本県内各地にいる「テレビタ特派員」が取材した話題を取り上げる。番組開始から『テレビタミン』としての最終回まで続いていたコーナー。
- 曜日不明：街かど塾
- 曜日不明：ツボで元気
- 曜日不明：産直 母ちゃん市場
- 曜日不明：ねぎってマンボ
- 曜日不明：本日入荷!上野商会
- 曜日不明：MEG&ミッチェルの本気でどっち?

## イベント

### テレビタ感謝祭
2002年（平成14年）から2010年（平成22年）まで、2年に1度、熊本県上益城郡益城町にあるグランメッセ熊本で土曜・日曜の2日間にわたり、「テレビタ感謝祭」というイベントが行われていた。
このイベントでは、番組で紹介した飲食店がブースを設け、選りすぐりのうまいものを販売する。また番組キャスターの本橋と村上がこのイベントに向けて商品を開発。2人が開発した商品が会場で販売される他、ステージイベントなどを行う。毎回2日間合計で約6万人の入場者を動員、キャスター開発商品は開場前から長い行列ができ、1時間も経たずに完売になる程の盛況ぶりである。期間中は、臨時を含め駐車場は常に満杯の状態で、会場が熊本空港の近くにあるため交通渋滞が発生する。
また毎回趣向を凝らした内容のステージイベントも好評で、番組でもお馴染みの英太郎のものまねショーやくまもと県民テレビのアナウンサーによる「テレビタドリームショー」などが行われる。2006年（平成18年）の3回目の感謝祭では社交ダンス、2008年の4回目の感謝祭では、男子は下駄を履いてタップダンスを踊る「ゲタップ」、女子は映画「フラガール」でも話題を呼んだタヒチアンダンスに挑戦した。また初日には、『ズームイン!SUPER』の羽鳥慎一・西尾由佳理キャスターと熊本出身のタレント・スザンヌがスペシャルゲストとして登場した。2010年（平成22年）に行われた5回目の感謝祭では、番組キャスターの本橋と村上が熊本の郷土芸能に挑戦。本橋は清和文楽の語り「太夫」(演目は「傾城阿波の鳴門」)を、村上は牛深ハイヤの歌・三味線・踊りに挑戦した。またスペシャルゲストとして、スザンヌが前回4回目に引き続き登場したほか、毎月1回金曜日にミヤギテレビ「OH!バンデス」と中継を結んで放送している「宮城×熊本バンミンShow!」でもお馴染みのさとう宗幸や荒尾市の観光親善大使である歌手の嘉門達夫も登場した。

### KKT夢まちランド
くまもと県民テレビが開局30周年を迎えた2012年（平成24年）からは、「テレビタ感謝祭」に代わるイベントとして、「KKT夢まちランド」を2014年（平成26年）までは熊本交通センターや県民百貨店があった熊本市中央区桜町一帯で、2015年（平成27年）からは熊本市中心市街地 花畑町・辛島公園一帯で、毎年10月の最終週の土曜・日曜の2日間開催している。「テレビタ感謝祭」でのイベントに加え同局で放送中のバラエティー番組「ダウンタウンDX」をローカライズした「テレビタミンDX」や、歌唱王の熊本代表決定戦の企画が開催され来場者数は毎年10万人を超える。

### KKT夏まちランド
2015年（平成27年）から、熊本市中心市街地で開催される「火の国まつり」の協賛イベントとして「KKT夏まちランド」を並木坂と上通・下通・サンロード新市街アーケード、花畑町・辛島公園一帯で毎年8月第1週の金・土・日曜日の3日間開催している。

## 姉妹番組
テレビタミン増刊号
2012年4月8日放送開始。番組を見逃してしまった、あの企画をもう一度見たいという人に向けて、1週間の放送の中から、選りすぐりの企画や名珍場面をまとめて放送する。
通常放送日時は土曜 深夜0:55 - 1:25だが、その日の番組編成によっては放送時間の変更があったり、放送休止になることもある。